# Seznam dílů seriálu Jak jsem poznal vaši matku
Toto je seznam dílů seriálu Jak jsem poznal vaši matku. Americkou situační komedii Jak jsem poznal vaši matku vysílala americká televize CBS v letech 2005–2014. V ČR bylo prvních sedm řad seriálu premiérově vysíláno mezi lety 2009 a 2012 na stanici Prima Cool, poslední dvě řady měly premiéru v letech 2013 a 2014 na stanici Prima Love.

## Přehled řad
| Řada | Díly | Premiéra v USA | Premiéra v USA  | Premiéra v ČR      | Premiéra v ČR     |
| Řada | Díly | První díl      | Poslední díl    | První díl          | Poslední díl      |
| ---- | ---- | -------------- | --------------- | ------------------ | ----------------- |
| 1    | 22   | 19. září 2005  | 15. května 2006 | 26. listopadu 2009 | 4. ledna 2010     |
| 2    | 22   | 18. září 2006  | 14. května 2007 | 5. ledna 2010      | 10. února 2010    |
| 3    | 20   | 24. září 2007  | 19. května 2008 | 16. září 2010      | 20. října 2010    |
| 4    | 24   | 22. září 2008  | 18. května 2009 | 21. října 2010     | 1. prosince 2010  |
| 5    | 24   | 21. září 2009  | 24. května 2010 | 2. prosince 2010   | 12. ledna 2011    |
| 6    | 24   | 20. září 2010  | 16. května 2011 | 12. ledna 2012     | 22. února 2012    |
| 7    | 24   | 19. září 2011  | 14. května 2012 | 2. srpna 2012      | 24. září 2012     |
| 8    | 24   | 24. září 2012  | 13. května 2013 | 28. listopadu 2013 | 21. prosince 2013 |
| 9    | 24   | 23. září 2013  | 31. března 2014 | 14. června 2014    | 26. června 2014   |

## Seznam dílů

### První řada (2005–2006)
| Č. v seriálu | Č. v řadě | Původní název                     | Český název                          | Režie         | Scénář                     | Premiéra v USA     | Premiéra v ČR      | Produkční kód |
| ------------ | --------- | --------------------------------- | ------------------------------------ | ------------- | -------------------------- | ------------------ | ------------------ | ------------- |
| 1            | 1         | Pilot                             | Pilot                                | Pamela Fryman | Carter Bays a Craig Thomas | 19. září 2005      | 26. listopadu 2009 | 1ALH79        |
| 2            | 2         | Purple Giraffe                    | Fialová žirafa                       | Pamela Fryman | Carter Bays a Craig Thomas | 26. září 2005      | 30. listopadu 2009 | 1ALH01        |
| 3            | 3         | Sweet Taste of Liberty            | Sladká chuť svobody                  | Pamela Fryman | Phil Lord a Chris Miller   | 3. října 2005      | 1. prosince 2009   | 1ALH02        |
| 4            | 4         | Return of the Shirt               | Košile se vrací                      | Pamela Fryman | Kourtney Kang              | 10. října 2005     | 2. prosince 2009   | 1ALH03        |
| 5            | 5         | Okay Awesome                      | Boží klub                            | Pamela Fryman | Chris Harris               | 17. října 2005     | 3. prosince 2009   | 1ALH04        |
| 6            | 6         | Slutty Pumpkin                    | Nemravná dýně                        | Pamela Fryman | Brenda Hsueh               | 24. října 2005     | 7. prosince 2009   | 1ALH05        |
| 7            | 7         | Matchmaker                        | Dohazovačka                          | Pamela Fryman | Chris Marcil a Sam Johnson | 7. listopadu 2005  | 8. prosince 2009   | 1ALH07        |
| 8            | 8         | The Duel                          | Souboj                               | Pamela Fryman | Gloria Calderon Kellett    | 14. listopadu 2005 | 9. prosince 2009   | 1ALH06        |
| 9            | 9         | Belly Full of Turkey              | Břicho plné krocana                  | Pamela Fryman | Phil Lord a Chris Miller   | 21. listopadu 2005 | 10. prosince 2009  | 1ALH09        |
| 10           | 10        | The Pineapple Incident            | Ananasový incident                   | Pamela Fryman | Carter Bays a Craig Thomas | 28. listopadu 2005 | 14. prosince 2009  | 1ALH08        |
| 11           | 11        | The Limo                          | Limuzína                             | Pamela Fryman | Sam Johnson a Chris Marcil | 19. prosince 2005  | 15. prosince 2009  | 1ALH10        |
| 12           | 12        | The Wedding                       | Svatba                               | Pamela Fryman | Kourtney Kang              | 9. ledna 2006      | 16. prosince 2009  | 1ALH11        |
| 13           | 13        | Drumroll, Please                  | Virbl, prosím                        | Pamela Fryman | Gloria Calderon Kellett    | 23. ledna 2006     | 17. prosince 2009  | 1ALH12        |
| 14           | 14        | Zip, Zip, Zip                     | Tenkrát poprvé                       | Pamela Fryman | Brenda Hsueh               | 6. února 2006      | 21. prosince 2009  | 1ALH13        |
| 15           | 15        | Game Night                        | Noc plná her                         | Pamela Fryman | Chris Harris               | 27. února 2006     | 22. prosince 2009  | 1ALH14        |
| 16           | 16        | Cupcake                           | Dortík                               | Pamela Fryman | Maria Farrari              | 6. března 2006     | 23. prosince 2009  | 1ALH15        |
| 17           | 17        | Life Among the Gorillas           | Život mezi gorilami                  | Pamela Fryman | Carter Bays a Craig Thomas | 20. března 2006    | 24. prosince 2009  | 1ALH16        |
| 18           | 18        | Nothing Good Happens After 2 A.M. | Po druhé ráno se nic dobrého nestane | Pamela Fryman | Carter Bays a Craig Thomas | 10. dubna 2006     | 28. prosince 2009  | 1ALH17        |
| 19           | 19        | Mary the Paralegal                | Koncipientka Mary                    | Pamela Fryman | Chris Harris               | 24. května 2006    | 29. prosince 2009  | 1ALH18        |
| 20           | 20        | Best Prom Ever                    | Maturiťák                            | Pamela Fryman | Ira Ungerleider            | 1. května 2006     | 30. prosince 2009  | 1ALH19        |
| 21           | 21        | Milk                              | Mlíko                                | Pamela Fryman | Carter Bays a Craig Thomas | 8. května 2006     | 31. prosince 2009  | 1ALH20        |
| 22           | 22        | Come On                           | No tak!                              | Pamela Fryman | Carter Bays a Craig Thomas | 15. května 2006    | 4. ledna 2010      | 1ALH21        |

### Druhá řada (2006–2007)
| Č. v seriálu | Č. v řadě | Původní název             | Český název                | Režie         | Scénář                     | Premiéra v USA     | Premiéra v ČR  | Produkční kód |
| ------------ | --------- | ------------------------- | -------------------------- | ------------- | -------------------------- | ------------------ | -------------- | ------------- |
| 23           | 1         | Where Were We?            | Kde jsme to byli?          | Pamela Fryman | Carter Bays a Craig Thomas | 18. září 2006      | 5. ledna 2010  | 2ALH01        |
| 24           | 2         | The Scorpion and the Toad | Škorpion a žába            | Rob Greenberg | Chris Harris               | 25. září 2006      | 6. ledna 2010  | 2ALH02        |
| 25           | 3         | Brunch                    | Brunch                     | Pamela Fryman | Stephen Lloyd              | 2. října 2006      | 7. ledna 2010  | 2ALH03        |
| 26           | 4         | Ted Mosby: Architect      | Ted Mosby, architekt       | Pamela Fryman | Kristen Newman             | 9. října 2006      | 11. ledna 2010 | 2ALH04        |
| 27           | 5         | World's Greatest Couple   | Pár všech párů             | Pamela Fryman | Brenda Hsueh               | 16. října 2006     | 12. ledna 2010 | 2ALH06        |
| 28           | 6         | Aldrin Justice            | Spravedlnost má jméno Lily | Pamela Fryman | Jamie Rhonheimer           | 23. října 2006     | 13. ledna 2010 | 2ALH05        |
| 29           | 7         | Swarley                   | Swarley                    | Pamela Fryman | Greg Malins                | 6. listopadu 2006  | 14. ledna 2010 | 2ALH07        |
| 30           | 8         | Atlantic City             | Atlantic City              | Pamela Fryman | Maria Ferrari              | 13. listopadu 2006 | 18. ledna 2010 | 2ALH08        |
| 31           | 9         | Slap Bet                  | Sázka o facku              | Pamela Fryman | Kourtney Kang              | 20. listopadu 2006 | 19. ledna 2010 | 2ALH09        |
| 32           | 10        | Single Stamina            | Barneyho bratr             | Pamela Fryman | Kristen Newman             | 27. listopadu 2006 | 20. ledna 2010 | 2ALH10        |
| 33           | 11        | How Lily Stole Christmas  | Vánoční cenzura            | Pamela Fryman | Brenda Hsueh               | 11. prosince 2006  | 21. ledna 2010 | 2ALH11        |
| 34           | 12        | First Time in New York    | Poprvé v New Yorku         | Pamela Fryman | Gloria Calderon Kellett    | 8. ledna 2007      | 25. ledna 2010 | 2ALH12        |
| 35           | 13        | Columns                   | Sloupy                     | Rob Greenberg | Matt Kuhn                  | 22. ledna 2007     | 26. ledna 2010 | 2ALH13        |
| 36           | 14        | Monday Night Football     | Nahrané finále             | Rob Greenberg | Carter Bays a Craig Thomas | 5. února 2007      | 27. ledna 2010 | 2ALH14        |
| 37           | 15        | Lucky Penny               | Mince pro štěstí           | Pamela Fryman | Jamie Rhonheimer           | 12. února 2007     | 28. ledna 2010 | 2ALH15        |
| 38           | 16        | Stuff                     | Věci                       | Pamela Fryman | Kourtney Kang              | 19. února 2007     | 1. února 2010  | 2ALH16        |
| 39           | 17        | Arrivederci, Fiero        | Arrivederci, Fiero         | Pamela Fryman | Chris Harris               | 26. února 2007     | 2. února 2010  | 2ALH17        |
| 40           | 18        | Moving Day                | Stěhování                  | Pamela Fryman | Maria Ferrari              | 19. března 2007    | 3. února 2010  | 2ALH18        |
| 41           | 19        | Bachelor Party            | Rozlučka se svobodou       | Pamela Fryman | Carter Bays a Craig Thomas | 9. dubna 2007      | 4. února 2010  | 2ALH19        |
| 42           | 20        | Showdown                  | A jdeme do finále          | Pamela Fryman | Gloria Calderon Kellett    | 30. dubna 2007     | 8. února 2010  | 2ALH20        |
| 43           | 21        | Something Borrowed        | Něco půjčeného             | Pamela Fryman | Greg Malins                | 7. května 2007     | 9. února 2010  | 2ALH21        |
| 44           | 22        | Something Blue            | Něco modrého               | Pamela Fryman | Carter Bays a Craig Thomas | 14. května 2007    | 10. února 2010 | 2ALH22        |

### Třetí řada (2007–2008)
| Č. v seriálu | Č. v řadě | Původní název           | Český název                     | Režie         | Scénář                                   | Premiéra v USA     | Premiéra v ČR  | Produkční kód |
| ------------ | --------- | ----------------------- | ------------------------------- | ------------- | ---------------------------------------- | ------------------ | -------------- | ------------- |
| 45           | 1         | Wait for It             | Počkej si                       | Pamela Fryman | Carter Bays a Craig Thomas               | 24. září 2007      | 16. září 2010  | 3ALH01        |
| 46           | 2         | We're Not from Here     | My nejsme místní                | Pamela Fryman | Chris Harris                             | 1. října 2007      | 20. září 2010  | 3ALH02        |
| 47           | 3         | Third Wheel             | Tříkolka                        | Pamela Fryman | David Hemingson                          | 8. října 2007      | 21. září 2010  | 3ALH04        |
| 48           | 4         | Little Boys             | Malí kluci                      | Rob Greenberg | Kourtney Kang                            | 15. října 2007     | 22. září 2010  | 3ALH03        |
| 49           | 5         | How I Met Everyone Else | Jak jsem poznal všechny ostatní | Pamela Fryman | Gloria Calderon Kellett                  | 22. října 2007     | 23. září 2010  | 3ALH05        |
| 50           | 6         | I'm Not That Guy        | To nejsem já                    | Pamela Fryman | Jonathan Groff                           | 29. října 2007     | 27. září 2010  | 3ALH06        |
| 51           | 7         | Dowisetrepla            | Pověčisodvod                    | Pamela Fryman | Brenda Hsueh                             | 5. listopadu 2007  | 28. září 2010  | 3ALH07        |
| 52           | 8         | Spoiler Alert           | Zvykání na zlozvyk              | Pamela Fryman | Stephen Lloyd                            | 12. listopadu 2007 | 29. září 2010  | 3ALH08        |
| 53           | 9         | Slapsgiving             | Fackodání                       | Pamela Fryman | Matt Kuhn                                | 19. listopadu 2007 | 30. září 2010  | 3ALH09        |
| 54           | 10        | The Yips                | Nervy                           | Pamela Fryman | Jamie Rhonheimer                         | 26. listopadu 2007 | 4. října 2010  | 3ALH10        |
| 55           | 11        | The Platinum Rule       | Platinové pravidlo              | Pamela Fryman | Carter Bays a Craig Thomas               | 10. prosince 2007  | 5. října 2010  | 3ALH11        |
| 56           | 12        | No Tomorrow             | Žádný zítřek                    | Pamela Fryman | Carter Bays a Craig Thomas               | 17. března 2008    | 6. října 2010  | 3ALH12        |
| 57           | 13        | Ten Sessions            | Deset sezení                    | Pamela Fryman | Chris Harris, Carter Bays a Craig Thomas | 24. března 2008    | 7. října 2010  | 3ALH14        |
| 58           | 14        | The Bracket             | Pavouk                          | Pamela Fryman | Joe Kelly                                | 31. března 2008    | 11. října 2010 | 3ALH13        |
| 59           | 15        | The Chain of Screaming  | Řetězec řvaní                   | Pamela Fryman | Carter Bays a Craig Thomas               | 14. dubna 2008     | 12. října 2010 | 3ALH15        |
| 60           | 16        | Sandcastles in the Sand | Hrady z písku v písku           | Pamela Fryman | Kourtney Kang                            | 21. dubna 2008     | 13. října 2010 | 3ALH16        |
| 61           | 17        | The Goat                | Koza                            | Pamela Fryman | Stephen Lloyd                            | 28. dubna 2008     | 14. října 2010 | 3ALH17        |
| 62           | 18        | Rebound Bro             | Parťák z trucu                  | Pamela Fryman | Jamie Rhonheimer                         | 5. května 2008     | 18. října 2010 | 3ALH18        |
| 63           | 19        | Everything Must Go      | Totální výprodej                | Pamela Fryman | Jonathan Groff a Chris Harris            | 12. května 2008    | 19. října 2010 | 3ALH19        |
| 64           | 20        | Miracles                | Zázraky                         | Pamela Fryman | Carter Bays a Craig Thomas               | 19. května 2008    | 20. října 2010 | 3ALH20        |

### Čtvrtá řada (2008–2009)
| Č. v seriálu | Č. v řadě | Původní název               | Český název                      | Režie         | Scénář                        | Premiéra v USA     | Premiéra v ČR      | Produkční kód |
| ------------ | --------- | --------------------------- | -------------------------------- | ------------- | ----------------------------- | ------------------ | ------------------ | ------------- |
| 65           | 1         | Do I Know You?              | Známe se?                        | Pamela Fryman | Carter Bays a Craig Thomas    | 22. září 2008      | 21. října 2010     | 4ALH01        |
| 66           | 2         | The Best Burger in New York | Nejlepší hamburger New Yorku     | Pamela Fryman | Carter Bays a Craig Thomas    | 29. září 2008      | 25. října 2010     | 4ALH02        |
| 67           | 3         | I Heart NJ                  | Miluju New Jersey                | Pamela Fryman | Greg Malins                   | 6. října 2008      | 26. října 2010     | 4ALH04        |
| 68           | 4         | Intervention                | Promluva do duše                 | Michael Shea  | Stephen Lloyd                 | 13. října 2008     | 27. října 2010     | 4ALH03        |
| 69           | 5         | Shelter Island              | Prokletý ostrov                  | Pamela Fryman | Chris Harris                  | 20. října 2008     | 28. října 2010     | 4ALH05        |
| 70           | 6         | Happily Ever After          | A žili šťastně až do smrti       | Pamela Fryman | Jamie Rhonheimer              | 3. listopadu 2008  | 1. listopadu 2010  | 4ALH06        |
| 71           | 7         | Not a Father's Day          | Den neotců                       | Pamela Fryman | Robia Rashid                  | 10. listopadu 2008 | 2. listopadu 2010  | 4ALH07        |
| 72           | 8         | Woooo!                      | Jéé!                             | Pamela Fryman | Carter Bays a Craig Thomas    | 17. listopadu 2008 | 3. listopadu 2010  | 4ALH09        |
| 73           | 9         | The Naked Man               | Naháč                            | Pamela Fryman | Joe Kelly                     | 24. listopadu 2008 | 4. listopadu 2010  | 4ALH08        |
| 74           | 10        | The Fight                   | Rvačka                           | Pamela Fryman | Theresa Mulligan Rosenthal    | 8. prosince 2008   | 8. listopadu 2010  | 4ALH10        |
| 75           | 11        | Little Minnesota            | Malá Minnesota                   | Pamela Fryman | Chuck Tatham                  | 15. prosince 2008  | 9. listopadu 2010  | 4ALH12        |
| 76           | 12        | Benefits                    | Mírová dohoda                    | Pamela Fryman | Kourtney Kang                 | 12. ledna 2009     | 10. listopadu 2010 | 4ALH11        |
| 77           | 13        | Three Days of Snow          | Tři dny sněhu                    | Pamela Fryman | Matt Kuhn                     | 19. ledna 2009     | 11. listopadu 2010 | 4ALH13        |
| 78           | 14        | The Possimpible             | Dosnežitelné                     | Pamela Fryman | Jonathan Groff                | 2. února 2009      | 15. listopadu 2010 | 4ALH14        |
| 79           | 15        | The Stinsons                | Stinsonovi                       | Pamela Fryman | Carter Bays a Craig Thomas    | 2. března 2009     | 16. listopadu 2010 | 4ALH15        |
| 80           | 16        | Sorry, Bro                  | Sorry, kámo                      | Pamela Fryman | Craig Gerard a Matthew Zinman | 9. března 2009     | 17. listopadu 2010 | 4ALH16        |
| 81           | 17        | The Front Porch             | Veranda                          | Rob Greenberg | Chris Harris                  | 16. března 2009    | 18. listopadu 2010 | 4ALH17        |
| 82           | 18        | Old King Clancy             | Sexuální praktiky Kanaďanů       | Pamela Fryman | Jamie Rhonheimer              | 23. března 2009    | 22. listopadu 2010 | 4ALH19        |
| 83           | 19        | Murtaugh                    | Smrtonosné stáří                 | Pamela Fryman | Joe Kelly                     | 30. března 2009    | 23. listopadu 2010 | 4ALH18        |
| 84           | 20        | Mosbius Designs             | Mosbius Designs                  | Pamela Fryman | Kourtney Kang                 | 13. dubna 2009     | 24. listopadu 2010 | 4ALH20        |
| 85           | 21        | The Three Days Rule         | Pravidlo tří dnů                 | Pamela Fryman | Greg Malins                   | 27. dubna 2009     | 25. listopadu 2010 | 4ALH22        |
| 86           | 22        | Right Place, Right Time     | Ve správný čas na správném místě | Pamela Fryman | Stephen Lloyd                 | 4. května 2009     | 29. listopadu 2010 | 4ALH21        |
| 87           | 23        | As Fast as She Can          | Tak rychle jak to jde            | Pamela Fryman | Carter Bays a Craig Thomas    | 11. května 2009    | 30. listopadu 2010 | 4ALH23        |
| 88           | 24        | The Leap                    | Skok                             | Pamela Fryman | Carter Bays a Craig Thomas    | 18. května 2009    | 1. prosince 2010   | 4ALH24        |

### Pátá řada (2009–2010)
| Č. v seriálu | Č. v řadě | Původní název                      | Český název                   | Režie               | Scénář                        | Premiéra v USA     | Premiéra v ČR     | Produkční kód |
| ------------ | --------- | ---------------------------------- | ----------------------------- | ------------------- | ----------------------------- | ------------------ | ----------------- | ------------- |
| 89           | 1         | Definitions                        | Definice                      | Pamela Fryman       | Carter Bays a Craig Thomas    | 21. září 2009      | 2. prosince 2010  | 5ALH01        |
| 90           | 2         | Double Date                        | Dvojité rande                 | Pamela Fryman       | Matt Kuhn                     | 28. září 2009      | 6. prosince 2010  | 5ALH02        |
| 91           | 3         | Robin 101                          | Základy Robin                 | Pamela Fryman       | Carter Bays a Craig Thomas    | 5. října 2009      | 7. prosince 2010  | 5ALH03        |
| 92           | 4         | The Sexless Innkeeper              | Bezsexuální hostinský         | Pamela Fryman       | Kourtney Kang                 | 12. října 2009     | 8. prosince 2010  | 5ALH04        |
| 93           | 5         | Duel Citizenship                   | Dvojí občanství               | Pamela Fryman       | Chuck Tatham                  | 19. října 2009     | 9. prosince 2010  | 5ALH05        |
| 94           | 6         | Bagpipes                           | Dudy                          | Pamela Fryman       | Robia Rashid                  | 2. listopadu 2009  | 13. prosince 2010 | 5ALH06        |
| 95           | 7         | The Rough Patch                    | Složité období                | Pamela Fryman       | Chris Harris                  | 9. listopadu 2009  | 14. prosince 2010 | 5ALH07        |
| 96           | 8         | The Playbook                       | Rukověť                       | Pamela Fryman       | Carter Bays a Craig Thomas    | 16. listopadu 2009 | 15. prosince 2010 | 5ALH08        |
| 97           | 9         | Slapsgiving 2: Revenge of the Slap | Fackodání 2: Facka vrací úder | Pamela Fryman       | Jamie Rhonheimer              | 23. listopadu 2009 | 16. prosince 2010 | 5ALH09        |
| 98           | 10        | The Window                         | Okno                          | Pamela Fryman       | Joe Kelly                     | 7. prosince 2009   | 20. prosince 2010 | 5ALH11        |
| 99           | 11        | Last Cigarette Ever                | Poslední cigareta v životě    | Pamela Fryman       | Theresa Mulligan Rosenthal    | 14. prosince 2009  | 21. prosince 2010 | 5ALH10        |
| 100          | 12        | Girls Versus Suits                 | Holky versus obleky           | Pamela Fryman       | Carter Bays a Craig Thomas    | 11. ledna 2010     | 22. prosince 2010 | 5ALH12        |
| 101          | 13        | Jenkins                            | Jenkins                       | Neil Patrick Harris | Greg Malins                   | 18. ledna 2010     | 23. prosince 2010 | 5ALH13        |
| 102          | 14        | Perfect Week                       | Dokonalý týden                | Pamela Fryman       | Craig Gerard a Matthew Zinman | 1. února 2010      | 27. prosince 2010 | 5ALH14        |
| 103          | 15        | Rabbit or Duck                     | Králík nebo kachna            | Pamela Fryman       | Carter Bays a Craig Thomas    | 8. února 2010      | 28. prosince 2010 | 5ALH15        |
| 104          | 16        | Hooked                             | Na háku                       | Pamela Fryman       | Kourtney Kang                 | 1. března 2010     | 29. prosince 2010 | 5ALH16        |
| 105          | 17        | Of Course                          | Ne                            | Pamela Fryman       | Matt Kuhn                     | 8. března 2010     | 30. prosince 2010 | 5ALH18        |
| 106          | 18        | Say Cheese                         | Řekni sýr                     | Pamela Fryman       | Robia Rashid                  | 22. března 2010    | 3. ledna 2011     | 5ALH17        |
| 107          | 19        | Zoo or False                       | Pravda nebo zvěř              | Pamela Fryman       | Stephen Lloyd                 | 12. dubna 2010     | 4. ledna 2011     | 5ALH22        |
| 108          | 20        | Home Wreckers                      | Hlavou proti zdi              | Pamela Fryman       | Chris Harris                  | 19. dubna 2010     | 5. ledna 2011     | 5ALH20        |
| 109          | 21        | Twin Beds                          | Oddělené postele              | Pamela Fryman       | Theresa Mulligan Rosenthal    | 3. května 2010     | 6. ledna 2011     | 5ALH19        |
| 110          | 22        | Robot Versus Wrestlers             | Roboti proti wrestlerům       | Rob Greenberg       | Jamie Rhonheimer              | 10. května 2010    | 10. ledna 2011    | 5ALH21        |
| 111          | 23        | The Wedding Bride                  | Nevěsta                       | Pamela Fryman       | Stephen Lloyd                 | 17. května 2010    | 11. ledna 2011    | 5ALH24        |
| 112          | 24        | Doppelgangers                      | Dvojníci                      | Pamela Fryman       | Carter Bays a Craig Thomas    | 24. května 2010    | 12. ledna 2011    | 5ALH23        |

### Šestá řada (2010–2011)
| Č. v seriálu | Č. v řadě | Původní název              | Český název                | Režie         | Scénář                        | Premiéra v USA     | Premiéra v ČR  | Produkční kód |
| ------------ | --------- | -------------------------- | -------------------------- | ------------- | ----------------------------- | ------------------ | -------------- | ------------- |
| 113          | 1         | Big Days                   | Velké dny                  | Pamela Fryman | Carter Bays a Craig Thomas    | 20. září 2010      | 12. ledna 2012 | 6ALH01        |
| 114          | 2         | Cleaning House             | Úklid před vlastním prahem | Pamela Fryman | Stephen Lloyd                 | 27. září 2010      | 16. ledna 2012 | 6ALH02        |
| 115          | 3         | Unfinished                 | Nedořešená                 | Pamela Fryman | Jamie Rhonheimer              | 4. října 2010      | 17. ledna 2012 | 6ALH03        |
| 116          | 4         | Subway Wars                | Praví Newyorčané           | Pamela Fryman | Chris Harris                  | 11. října 2010     | 18. ledna 2012 | 6ALH04        |
| 117          | 5         | Architect of Destruction   | Architekt destrukce        | Pamela Fryman | Carter Bays a Craig Thomas    | 18. října 2010     | 19. ledna 2012 | 6ALH05        |
| 118          | 6         | Baby Talk                  | Dětské řeči                | Pamela Fryman | Joe Kelly                     | 25. října 2010     | 23. ledna 2012 | 6ALH07        |
| 119          | 7         | Canning Randy              | Padák pro Randyho          | Pamela Fryman | Chuck Tatham                  | 1. listopadu 2010  | 24. ledna 2012 | 6ALH06        |
| 120          | 8         | Natural History            | Večer v muzeu              | Pamela Fryman | Carter Bays a Craig Thomas    | 8. listopadu 2010  | 25. ledna 2012 | 6ALH09        |
| 121          | 9         | Glitter                    | Bobři a matika             | Pamela Fryman | Kourtney Kang                 | 15. listopadu 2010 | 26. ledna 2012 | 6ALH08        |
| 122          | 10        | Blitzgiving                | Prokleté Díkůvzdání        | Pamela Fryman | Theresa Mulligan Rosenthal    | 22. listopadu 2010 | 30. ledna 2012 | 6ALH10        |
| 123          | 11        | The Mermaid Theory         | Teorie o mořské panně      | Pamela Fryman | Robia Rashid                  | 6. prosince 2010   | 31. ledna 2012 | 6ALH11        |
| 124          | 12        | False Positive             | Planý poplach              | Pamela Fryman | Craig Gerard a Matthew Zinman | 13. prosince 2010  | 1. února 2012  | 6ALH12        |
| 125          | 13        | Bad News                   | Špatné zprávy              | Pamela Fryman | Jennifer Hendriks             | 3. ledna 2011      | 2. února 2012  | 6ALH13        |
| 126          | 14        | Last Words                 | Poslední slova             | Pamela Fryman | Carter Bays a Craig Thomas    | 17. ledna 2011     | 6. února 2012  | 6ALH14        |
| 127          | 15        | Oh Honey                   | Ale, zlato…                | Pamela Fryman | Carter Bays a Craig Thomas    | 7. února 2011      | 7. února 2012  | 6ALH15        |
| 128          | 16        | Desperation Day            | Den zoufalství             | Pamela Fryman | Tami Sagher                   | 14. února 2011     | 8. února 2012  | 6ALH16        |
| 129          | 17        | Garbage Island             | Ostrov odpadků             | Michael Shea  | Tom Ruprecht                  | 21. února 2011     | 9. února 2012  | 6ALH17        |
| 130          | 18        | A Change of Heart          | Srdeční záležitost         | Pamela Fryman | Matt Kuhn                     | 28. února 2011     | 13. února 2012 | 6ALH19        |
| 131          | 19        | Legendaddy                 | Legentátní                 | Pamela Fryman | Dan Gregor a Doug Mand        | 21. března 2011    | 14. února 2012 | 6ALH18        |
| 132          | 20        | The Exploding Meatball Sub | Výbušná americká bageta    | Pamela Fryman | Stephen Lloyd                 | 11. dubna 2011     | 15. února 2012 | 6ALH20        |
| 133          | 21        | Hopeless                   | Beznadějný                 | Pamela Fryman | Chris Harris                  | 18. dubna 2011     | 16. února 2012 | 6ALH22        |
| 134          | 22        | The Perfect Cocktail       | Dokonalý koktejl           | Pamela Fryman | Joe Kelly                     | 2. května 2011     | 20. února 2012 | 6ALH21        |
| 135          | 23        | Landmarks                  | Památky                    | Pamela Fryman | Carter Bays a Craig Thomas    | 9. května 2011     | 21. února 2012 | 6ALH24        |
| 136          | 24        | Challenge Accepted         | Výzva přijata              | Pamela Fryman | Carter Bays a Craig Thomas    | 16. května 2011    | 22. února 2012 | 6ALH23        |

### Sedmá řada (2011–2012)
| Č. v seriálu | Č. v řadě | Původní název                | Český název                 | Režie         | Scénář                        | Premiéra v USA     | Premiéra v ČR  | Produkční kód |
| ------------ | --------- | ---------------------------- | --------------------------- | ------------- | ----------------------------- | ------------------ | -------------- | ------------- |
| 137          | 1         | The Best Man                 | Svědek                      | Pamela Fryman | Carter Bays a Craig Thomas    | 19. září 2011      | 2. srpna 2012  | 7ALH01        |
| 138          | 2         | The Naked Truth              | Holá pravda                 | Pamela Fryman | Stephen Lloyd                 | 19. září 2011      | 6. srpna 2012  | 7ALH02        |
| 139          | 3         | Ducky Tie                    | Kravata s kachničkami       | Rob Greenberg | Carter Bays a Craig Thomas    | 26. září 2011      | 7. srpna 2012  | 7ALH03        |
| 140          | 4         | The Stinson Missile Crisis   | Stinsonovská raketová krize | Pamela Fryman | Kourtney Kang                 | 3. října 2011      | 8. srpna 2012  | 7ALH04        |
| 141          | 5         | Field Trip                   | Exkurze                     | Pamela Fryman | Jamie Rhonheimer              | 10. října 2011     | 9. srpna 2012  | 7ALH06        |
| 142          | 6         | Mystery vs. History          | Tajemství a minulost        | Pamela Fryman | Chuck Tatham                  | 17. října 2011     | 13. srpna 2012 | 7ALH05        |
| 143          | 7         | Noretta                      | Noretta                     | Pamela Fryman | Matt Kuhn                     | 24. října 2011     | 14. srpna 2012 | 7ALH07        |
| 144          | 8         | The Slutty Pumpkin Returns   | Návrat Nemravné dýně        | Pamela Fryman | Tami Sagher                   | 31. října 2011     | 15. srpna 2012 | 7ALH08        |
| 145          | 9         | Disaster Averted             | O fous                      | Michael Shea  | Robia Rashid                  | 7. listopadu 2011  | 16. srpna 2012 | 7ALH09        |
| 146          | 10        | Tick Tick Tick…              | Tik, tik, tik,…             | Pamela Fryman | Chris Harris                  | 14. listopadu 2011 | 20. srpna 2012 | 7ALH10        |
| 147          | 11        | The Rebound Girl             | Parťákrodiče                | Pamela Fryman | Carter Bays a Craig Thomas    | 21. listopadu 2011 | 23. srpna 2012 | 7ALH11        |
| 148          | 12        | Symphony of Illumination     | Iluminační symfonie         | Pamela Fryman | Joe Kelly                     | 5. prosince 2011   | 27. srpna 2012 | 7ALH12        |
| 149          | 13        | Tailgate                     | Záhady tajemna              | Pamela Fryman | Carter Bays a Craig Thomas    | 2. ledna 2012      | 30. srpna 2012 | 7ALH13        |
| 150          | 14        | 46 Minutes                   | 46 minut                    | Pamela Fryman | Dan Gregor a Doug Mand        | 16. ledna 2012     | 3. září 2012   | 7ALH14        |
| 151          | 15        | The Burning Beekeeper        | Zapálený včelař             | Pamela Fryman | Carter Bays a Craig Thomas    | 6. února 2012      | 4. září 2012   | 7ALH17        |
| 152          | 16        | The Drunk Train              | Ochlastovlak                | Pamela Fryman | Craig Gerard a Matthew Zinman | 13. února 2012     | 5. září 2012   | 7ALH16        |
| 153          | 17        | No Pressure                  | Žádnej stres                | Pamela Fryman | George Sloan                  | 20. února 2012     | 6. září 2012   | 7ALH15        |
| 154          | 18        | Karma                        | Karma                       | Pamela Fryman | Stephen Lloyd                 | 27. února 2012     | 10. září 2012  | 7ALH18        |
| 155          | 19        | The Broath                   | Slibťák                     | Pamela Fryman | Carter Bays a Craig Thomas    | 19. března 2012    | 11. září 2012  | 7ALH19        |
| 156          | 20        | Trilogy Time                 | Čas Trilogie                | Pamela Fryman | Kourtney Kang                 | 9. dubna 2012      | 12. září 2012  | 7ALH23        |
| 157          | 21        | Now We're Even               | Vyrovnáno                   | Pamela Fryman | Chuck Tatham                  | 16. dubna 2012     | 13. září 2012  | 7ALH22        |
| 158          | 22        | Good Crazy                   | Správně trhlej              | Pamela Fryman | Carter Bays a Craig Thomas    | 30. dubna 2012     | 17. září 2012  | 7ALH20        |
| 159          | 23        | The Magician's Code (Part 1) | Kouzelnický kodex (1. část) | Pamela Fryman | Jennifer Hendriks             | 14. května 2012    | 20. září 2012  | 7ALH21        |
| 160          | 24        | The Magician's Code (Part 2) | Kouzelnický kodex (2. část) | Pamela Fryman | Carter Bays a Craig Thomas    | 14. května 2012    | 24. září 2012  | 7ALH24        |

### Osmá řada (2012–2013)
| Č. v seriálu | Č. v řadě | Původní název                | Český název                | Režie         | Scénář                        | Premiéra v USA     | Premiéra v ČR      | Produkční kód |
| ------------ | --------- | ---------------------------- | -------------------------- | ------------- | ----------------------------- | ------------------ | ------------------ | ------------- |
| 161          | 1         | Farhampton                   | Farhampton                 | Pamela Fryman | Carter Bays a Craig Thomas    | 24. září 2012      | 28. listopadu 2013 | 8ALH01        |
| 162          | 2         | The Pre-Nup                  | Předmanželská smlouva      | Pamela Fryman | Carter Bays a Craig Thomas    | 1. října 2012      | 29. listopadu 2013 | 8ALH02        |
| 163          | 3         | Nannies                      | Chůva k pohledání          | Pamela Fryman | Chuck Tatham                  | 8. října 2012      | 30. listopadu 2013 | 8ALH03        |
| 164          | 4         | Who Wants to Be a Godparent? | Chcete být kmotrem?        | Pamela Fryman | Matt Kuhn                     | 15. října 2012     | 1. prosince 2013   | 8ALH04        |
| 165          | 5         | The Autumn of Break-Ups      | Podzim rozchodů            | Pamela Fryman | Kourtney Kang                 | 5. listopadu 2012  | 2. prosince 2013   | 8ALH06        |
| 166          | 6         | Splitsville                  | Rakvičkárna                | Pamela Fryman | Stephen Lloyd                 | 12. listopadu 2012 | 3. prosince 2013   | 8ALH05        |
| 167          | 7         | The Stamp Tramp              | Dávačka                    | Pamela Fryman | Tami Sagher                   | 19. listopadu 2012 | 4. prosince 2013   | 8ALH07        |
| 168          | 8         | Twelve Horny Women           | Dvanáct rozžhavených žen   | Pamela Fryman | Eric Falconer a Romanski      | 26. listopadu 2012 | 5. prosince 2013   | 8ALH08        |
| 169          | 9         | Lobster Crawl                | Zoufalá chuť na humra      | Pamela Fryman | Barbara Adler                 | 3. prosince 2012   | 6. prosince 2013   | 8ALH09        |
| 170          | 10        | The Over-Correction          | Překompenzace              | Pamela Fryman | Craig Gerard a Matthew Zinman | 10. prosince 2012  | 7. prosince 2013   | 8ALH10        |
| 171          | 11        | The Final Page (Part 1)      | Ultimátní Trik (1. část)   | Pamela Fryman | Dan Gregor a Doug Mand        | 17. prosince 2012  | 8. prosince 2013   | 8ALH11        |
| 172          | 12        | The Final Page (Part 2)      | Ultimátní Trik (2. část)   | Pamela Fryman | Carter Bays a Craig Thomas    | 17. prosince 2012  | 9. prosince 2013   | 8ALH12        |
| 173          | 13        | Band or DJ?                  | Kapela, nebo DJ?           | Pamela Fryman | Carter Bays a Craig Thomas    | 14. ledna 2013     | 10. prosince 2013  | 8ALH13        |
| 174          | 14        | Ring Up!                     | Do prstenu!                | Pamela Fryman | Jennifer Hendriks             | 21. ledna 2013     | 11. prosince 2013  | 8ALH14        |
| 175          | 15        | P.S. I Love You              | P.S. Miluji Tě             | Pamela Fryman | Carter Bays a Craig Thomas    | 4. února 2013      | 12. prosince 2013  | 8ALH15        |
| 176          | 16        | Bad Crazy                    | Chování a pochování        | Pamela Fryman | Carter Bays a Craig Thomas    | 11. února 2013     | 13. prosince 2013  | 8ALH16        |
| 177          | 17        | The Ashtray                  | Popelník                   | Pamela Fryman | Carter Bays a Craig Thomas    | 18. února 2013     | 14. prosince 2013  | 8ALH18        |
| 178          | 18        | Weekend at Barney's          | Víkend u Barneyho          | Pamela Fryman | George Sloan                  | 25. února 2013     | 15. prosince 2013  | 8ALH17        |
| 179          | 19        | The Fortress                 | Pevnost                    | Michael Shea  | Stephen Lloyd                 | 18. března 2013    | 16. prosince 2013  | 8ALH20        |
| 180          | 20        | The Time Travelers           | Návštěva z budoucnosti     | Pamela Fryman | Carter Bays a Craig Thomas    | 25. března 2013    | 17. prosince 2013  | 8ALH19        |
| 181          | 21        | Romeward Bround              | Neuvěřitelná cesta do Říma | Pamela Fryman | Chuck Tatham                  | 15. dubna 2013     | 18. prosince 2013  | 8ALH22        |
| 182          | 22        | The Bro Mitzvah              | Rozlučka se svobodou       | Pamela Fryman | Chris Harris                  | 29. dubna 2013     | 19. prosince 2013  | 8ALH21        |
| 183          | 23        | Something Old                | Něco starého               | Pamela Fryman | Carter Bays a Craig Thomas    | 6. května 2013     | 20. prosince 2013  | 8ALH23        |
| 184          | 24        | Something New                | Něco nového                | Pamela Fryman | Carter Bays a Craig Thomas    | 13. května 2013    | 21. prosince 2013  | 8ALH24        |

### Devátá řada (2013–2014)
| Č. v seriálu | Č. v řadě | Původní název                             | Český název                 | Režie         | Scénář                        | Premiéra v USA     | Premiéra v ČR   | Produkční kód |
| ------------ | --------- | ----------------------------------------- | --------------------------- | ------------- | ----------------------------- | ------------------ | --------------- | ------------- |
| 185          | 1         | The Locket                                | Medailonek                  | Pamela Fryman | Carter Bays a Craig Thomas    | 23. září 2013      | 14. června 2014 | 9ALH01        |
| 186          | 2         | Coming Back                               | Prokletí rodu Stinsonů      | Pamela Fryman | Carter Bays a Craig Thomas    | 23. září 2013      | 15. června 2014 | 9ALH02        |
| 187          | 3         | Last Time in New York                     | Poslední chvíle v New Yorku | Pamela Fryman | Craig Gerard a Matthew Zinman | 30. září 2013      | 15. června 2014 | 9ALH04        |
| 188          | 4         | The Broken Code                           | Bez Kodexu                  | Pamela Fryman | Matt Kuhn                     | 7. října 2013      | 16. června 2014 | 9ALH03        |
| 189          | 5         | The Poker Game                            | Partička pokeru             | Pamela Fryman | Dan Gregor a Doug Mand        | 14. října 2013     | 16. června 2014 | 9ALH05        |
| 190          | 6         | Knight Vision                             | Rytířovo prokletí           | Pamela Fryman | Chris Harris                  | 21. října 2013     | 17. června 2014 | 9ALH07        |
| 191          | 7         | No Questions Asked                        | Bez jakýchkoliv otázek      | Pamela Fryman | Stephen Lloyd                 | 28. října 2013     | 17. června 2014 | 9ALH06        |
| 192          | 8         | The Lighthouse                            | Maják                       | Pamela Fryman | Rachel Axler                  | 4. listopadu 2013  | 18. června 2014 | 9ALH08        |
| 193          | 9         | Platonish                                 | Platonickatý                | Pamela Fryman | George Sloan                  | 11. listopadu 2013 | 18. června 2014 | 9ALH10        |
| 194          | 10        | Mom and Dad                               | Máma s tátou                | Pamela Fryman | Carter Bays a Craig Thomas    | 18. listopadu 2013 | 19. června 2014 | 9ALH09        |
| 195          | 11        | Bedtime Stories                           | Na dobrou noc               | Pamela Fryman | Carter Bays a Craig Thomas    | 25. listopadu 2013 | 19. června 2014 | 9ALH12        |
| 196          | 12        | The Rehearsal Dinner                      | Nácvik večeře               | Pamela Fryman | Chuck Tatham                  | 2. prosince 2013   | 20. června 2014 | 9ALH11        |
| 197          | 13        | Bass Player Wanted                        | Hledá se basák              | Pamela Fryman | Carter Bays a Craig Thomas    | 16. prosince 2013  | 20. června 2014 | 9ALH13        |
| 198          | 14        | Slapsgiving 3: Slappointment in Slapmarra | Fackodání 3                 | Pamela Fryman | Carter Bays a Craig Thomas    | 13. ledna 2014     | 21. června 2014 | 9ALH15        |
| 199          | 15        | Unpause                                   | Konec pauzy                 | Pamela Fryman | Chris Harris                  | 20. ledna 2014     | 21. června 2014 | 9ALH14        |
| 200          | 16        | How Your Mother Met Me                    | Jak vaše matka poznala mě   | Pamela Fryman | Carter Bays a Craig Thomas    | 27. ledna 2014     | 22. června 2014 | 9ALH16        |
| 201          | 17        | Sunrise                                   | Východ slunce               | Pamela Fryman | Carter Bays a Craig Thomas    | 3. února 2014      | 22. června 2014 | 9ALH18        |
| 202          | 18        | Rally                                     | Seber se                    | Pamela Fryman | Carter Bays a Craig Thomas    | 24. února 2014     | 23. června 2014 | 9ALH17        |
| 203          | 19        | Vesuvius                                  | Vesuv                       | Pamela Fryman | Barbara Adler                 | 3. března 2014     | 23. června 2014 | 9ALH19        |
| 204          | 20        | Daisy                                     | Tajemství                   | Pamela Fryman | Carter Bays a Craig Thomas    | 10. března 2014    | 24. června 2014 | 9ALH20        |
| 205          | 21        | Gary Blauman                              | Gary Blauman                | Pamela Fryman | Kourtney Kang                 | 17. března 2014    | 24. června 2014 | 9ALH22        |
| 206          | 22        | The End of the Aisle                      | U oltáře                    | Pamela Fryman | Carter Bays a Craig Thomas    | 24. března 2014    | 25. června 2014 | 9ALH21        |
| 207          | 23        | Last Forever (Part 1)                     | Navždycky (1. část)         | Pamela Fryman | Carter Bays a Craig Thomas    | 31. března 2014    | 25. června 2014 | 9ALH23        |
| 208          | 24        | Last Forever (Part 2)                     | Navždycky (2. část)         | Pamela Fryman | Carter Bays a Craig Thomas    | 31. března 2014    | 26. června 2014 | 9ALH24        |